# Smilax officinalis
Smilax officinalis ist eine Pflanzenart aus der Gattung Stechwinden oder Sarsaparillen (Smilax) innerhalb der Familie der Stechwindengewächse (Smilacaceae). Sie ist im nordwestlichen Süd- und in Zentralamerika verbreitet.

## Beschreibung
Die windenden, sehr viele Meter langen Stängel dieser Kletterpflanze sind stachelig, viereckig und kahl, mit paarigen Ranken an den Blattstielen. 
Die kahlen und wechselständigen, einfachen, gestielten Laubblätter sind zuerst mäßig dünn und dann ledrig. Die ganzrandige Spreite ist eiförmig bis eilanzettlich, mit herz- bis pfeilförmigem Grund und meist spitzer bis zugespitzter oder bespitzter Spitze. Die Blattstiele mit Blattscheide sind abgeflacht und die Spreite durchziehen handförmig 5 bis 7 annähernd gleiche Hauptnerven. Die Seitenadern bilden durch mehrfache Verzweigung ein feinmaschiges Netz, dessen Felder von trapezartiger Form sind.
Es werden achselständige und doldige Blütenstände mit schuppenblättriger Hülle gebildet. Die eingeschlechtlichen und weißlichen Blüten sind langstielig mit einfacher Blütenhülle. Die Tepalen stehen in zwei leicht unterschiedlichen Kreisen. Die männlichen Blüten sind etwas größer, bei den weiblichen Blüten kommen Staminodien vor.
Es werden kleine, rote bis orange und fleischige, glatte Beeren gebildet.

## Taxonomie
Das Typusexemplar dieser Art wurde von Alexander von Humboldt und Aimé Bonpland am Río Magdalena in Kolumbien gesammelt. Die Erstbeschreibung von Smilax officinalis erfolgte 1815 durch Karl Sigismund Kunth.
Einige andere Autoren benannten andere in der Volksheilkunde verwendete Smilax-Arten als „Smilax officinalis“. So sind die Homonyme Smilax officinalis Griseb. ein Synonym für Smilax papyracea Duhamel, Smilax officinalis Poepp. ex A.DC. für Smilax procera Griseb. und Smilax officinalis Herb.Lucaean. ex Kunth für Smilax salutaris Kunth.

## Verwendung
Die Wurzeln von Smilax officinalis wurden traditionell in der regionalen Volksheilkunde verwendet.
Von Südamerika aus wurde Smilax officinalis auch nach Jamaika eingeführt und liefert einen Teil der als homöopathische Grundsubstanz „Jamaika-Sarsaparilla“ verwendeten Stechwindenwurzeln.